# Mateu Orfila i Rotger
Mateu Josep Bonaventura Orfila i Rotger (Maó, 24 d'abril de 1787 – París, 12 de març de 1853), químic i metge menorquí nacionalitzat francès. És considerat el fundador de la toxicologia moderna.

## Biografia

### Infància i adolescència
Orfila va nàixer a Maó (Menorca) el dia 24 d'abril de 1787 en una antiga família menorquina arrelada a Menorca des del segle xiv. Son pare era patró de la marina mercant, i tenia una bona posició econòmica. Durant el segle xviii Menorca va estar sota el control d'Anglaterra, França i Espanya, la qual cosa va provocar un considerable intercanvi d'influències entre els menorquins i els estrangers. Orfila va poder aprofitar l'atmosfera cosmopolita de Maó durant la seva formació. Els seus tutors francesos i anglesos li van ensenyar els idiomes que li permetrien accedir a la més important literatura científica del moment. A l'edat de 7 anys, l'any 1794, Orfila comença els estudis de llatí i filosofia, dos anys més tard començaria els estudis de francès, i en el 1799 els d'anglès i cant. L'any 1800, als 13 anys, va obtenir el seu primer èxit acadèmic, defensant en llatí la tesi Imposible est idem simul esse et non esse, a l'església de Sant Francesc de Maó. Dos anys després, el juny de 1802, s'embarcarà en un mercant de son pare i durant nou mesos viatjà pel Mediterrani. Quan torna del viatge comença els estudis preparatoris per a cursar els estudis de medicina amb el professor austríac Karl Ernst Cook, amb qui aprendrà matemàtiques i ciències naturals.

### Estudis a València i Barcelona
Al setembre de 1804, amb 17 anys, inicia la carrera de medicina a la universitat de València, una de les millors d'Espanya. No obstant això, en aquell temps, especialment pel que fa als estudis de ciències, era una universitat molt desfasada. Malgrat que feia algunes dècades que Antoine L. Lavoisier a França havia descobert que l'oxigen era el responsable de la combustió, a la Universitat de València seguien ensenyant segons els llibres de Pierre Joseph Macquer (1718-1784), que defensava la teoria del flogist de Stahl. A pesar d'això, i de les moltes deficiències acadèmiques, Orfila va trobar en Juan Sánchez Cisneros, un il·lustrat oficial de l'armada que havia estudiat a París, una gran ajuda i inspiració. D'aquesta manera, Orfila assistia a les classes, però sense escoltar-les, perquè creia que valia més estar distret que aprendre el que hauria d'oblidar, i s'aprenia de memòria la lliçó que els anaven a preguntar. Una vegada fet això, però, Orfila seguiria les lliçons que Cisneros li impartia, estudiaria les obres d'autors moderns francesos (Lavoisier, Berthollet i Fourcroy) i va experimentar al laboratori que s'havia muntat a la seva habitació, adquirint una notable destresa experimental i amplis coneixements de química.
Al final del curs, dia 19 d'agost de 1805, es va celebrar un examen públic, on els estudiants havien de defensar-se de les preguntes dels professors i d'altres estudiants. Orfila, que possiblement, després de Cisneros, era el qui més química sabia dins de València, va obtenir un triomf brillant. Així va fer que algú el denunciés davant de la inquisició, i l'endemà l'inquisidor el va citar, i a pesar de tot, no li va succeir res, ja que l'inquisidor, Nicolau Laso, havia sigut rector del col·legi de Bolonya, i era afí a l'esperit de la il·lustració.
Després d'això, i ja amb gran fama, se'n va anar a estudiar a Barcelona. En aqueixa ciutat no existia universitat perquè havia sigut suprimida per Felip V després de la Guerra de Successió. A causa d'això, la labor educativa havia sigut assumida per altres institucions com la Junta de Comerç. Aquesta institució oferia cursos de química a càrrec de Francesc Carbonell i Bravo (1768-1837), jove farmacèutic que havia estudiat a França, en la Facultat de Medicina de Montpeller. Carbonell s'havia especialitzat en les aplicacions mèdiques de la química. Tanmateix, junt amb altres autors, Carbonell es mostrava molt caut en l'ús de substàncies químiques. Carbonell seguia les idees que en els sers animats es produïen reaccions químiques gràcies a la força vital i eren completament diferents a les produïdes al laboratori. Orfila es va interessar per descobrir les diferències entre els fenòmens produïts en els sers vius i els dels laboratoris. Això li va facilitar la bona acceptació entre els seus contemporanis. Dos anys més tard, en 1807, la Junta de Comerç barcelonina el pressiona perquè estudiï química i mineralogia dos anys a Madrid amb el químic francès Joseph Louis Proust (1754-1826), i dos anys a París amb Antoine F. Fourcroy per, després, retornar a Barcelona i posar-se al capdavant d'una càtedra de química. Per a això es va dirigir a Madrid per a entrevistar-se amb Proust, però quan va arribar Proust havia tornat a París per qüestions de salut.

### Estudis a París
Orfila va arribar a París el dia 9 de juliol de 1807. Durant els seus dos primers anys d'estudiant ja va començar a donar les primeres classes particulars de física i química. Va contactar amb químics importants com Fourcroy i Louis Nicolas Vauquelin. Es va inscriure al curs de química de Louis Jacques Thénard (1777-1857), jove farmacèutic, en el Collège de France i, com altres estudiants de medicina, assisteix amb freqüència als cursos del Muséum National d'Histoire Naturelle, una institució científica creada per la revolució, on va poder seguir les conferències de científics tan importants com Jean-Baptiste Lamarck (1744-1829) i Georges Cuvier (1769-1832), entre d'altres. Al mateix temps Orfila es va matricular en la Facultat de Medicina de París on va aconseguir graduar-se en 1811.
L'any 1808, durant la invasió napoleònica a la península Ibèrica, Orfila serà pres i poc de temps després alliberat gràcies al seu mestre Louis Nicolas Vauquelin. Al juny de 1808 la Junta de Comerç redueix la beca a una quarta part i a l'abril de 1809 la suspèn a causa de la guerra. Per això Orfila dona classes particulars per a poder seguir estudiant a París. Després segueix la carrera de medicina fins al 27 de desembre de 1811 que rep el doctorat als 24 anys.

### Vida social a París
Durant els seus primers anys a París, Orfila freqüenta els salons parisencs, que s'obrien al seu talent natural. Orfila estudia música i sap tocar la flauta, el violí i el piano. Té una excel·lent veu de baríton i l'any 1811 un administrador de teatre italià li va oferir un sou de 25 000 francs anuals com a primo buffo, que era molts diners comparats amb els 1 500 francs que cobraria més endavant per un any com a metge de Lluís XVIII. Aquest càrrec, com a metge reial, el conservaria durant els regnats de Carles X i de Lluís Felip d'Orleans, sobre el qual va exercir una gran influència, convertint-se en un dels homes més influents del regne.
En dia 1 de juliol de 1815 es va casar amb Anne Gabrielle Lesueur (1793-1864), filla de l'escultor Lesueur. Amb ella comparteix, entre altres coses, la bona veu i l'amor per la música. L'any 1816 realitza un viatge a Barcelona i Maó per a visitar la seva família, feia 8 anys que havia partit a València.

### Professor
Durant set anys farà de professor particular i en 1814 publica el primer tom de la seva primera gran obra, Traité des Poisons..., i a l'any següent surt la segona part. Quan ja ha eixit el segon tom, només amb 28 anys, entra a l'Acadèmia de les Ciències de París. L'any 1815 refusa una oferta del govern espanyol que el volia contractar com a professor de química a Madrid.
L'any 1817 va substituir Thénard com a conferenciant a l'Athenée de París. En 1819 és nomenat professor de la Facultat de Medicina de París. Les seves classes són modernes, realitza demostracions de càtedra per a il·lustrar les seves explicacions teòriques, en moltes de les seves lliçons introdueix conceptes d'anàlisi química i les seves aplicacions en la toxicologia.

### Catedràtic de Medicina Legal i catedràtic de Química Mèdica
Al mes de març de 1819, després que Royer-Collard passés a la Càtedra de Malalties Mentals, Orfila va ser elegit per a ocupar la Càtedra de Medicina Legal. Entre els aspirants podem trobar a Alibert, primer metge del rei i autor de diverses obres de mèrit, Husson, primer metge del principal hospital de Paris, i alguns altres, com Rulliet, Pelletan, Variset, Marc i Esquirol. Després de diverses votacions, finalment el jurat es va decidir per Orfila. Per a poder accedir a aquesta plaça, Orfila es nacionalitza francès. L'any següent Orfila fou nomenat cap dels tribunals mèdics.
L'any 1822 la universitat es tanca, per ser massa liberal; dos mesos més tard, es torna a reorganitzar. La Càtedra de Malalties Mentals és eliminada, i Royer-Collard torna a ocupar la de Medicina Legal, per això Orfila fou nomenat Catedràtic de Química Mèdica, en substitució de Vauquelin, protector d'Orfila, que havia sigut destituït per motius polítics. Orfila va acceptar la plaça, animat pel mateix Vauquelin.

### Degà de la Facultat de Medicina
El dia 1 de maig del 1831, Orfila va ser nomenat degà de la Facultat de Medicina, càrrec que va conservar fins a l'any 1848, quan fou destituït. Sota el seu deganat es va crear:
- un pavelló de disseccions (1834),
- el Hôpital des cliniques (1834),
- el Jardí Botànic,
- el Museu d'Anatomia Patològica (1835),
- i l'any 1845 es va acabar de construir el Museu d'Anatomia Comparada, avui anomenat Museu Orfila, gràcies a la seva donació de 60 000 francs.

L'any 1834, sent ja membre del Consell General d'Hospitals, va ser nomenat membre del Consell Municipal de París, del Consell General del Sena, i del Consell Reial d'Instrucció Pública. També aquest mateix any va ser nomenat comandant de la Legió d'Honor, i rep condecoracions del Brasil, de Bèlgica i de Rússia.
A partir de 1836, des del seu càrrec a la Facultat de Medicina, va intentar reformar l'ensenyament de la medicina a França. Per això, en col·laboració amb el ministeri, vol reformar les escoles preparatòries de medicina, millorant la xarxa d'escoles secundàries de medicina per tot França.
L'any 1845 va començar a escriure les seves memòries, i l'any següent va realitzar el segon viatge triomfal a Espanya. Fou nomenat acadèmic a Sevilla, Madrid i Cadis, i la reina Isabel II li va concedir el títol de doctor.

### President de l'Acadèmia de Medicina

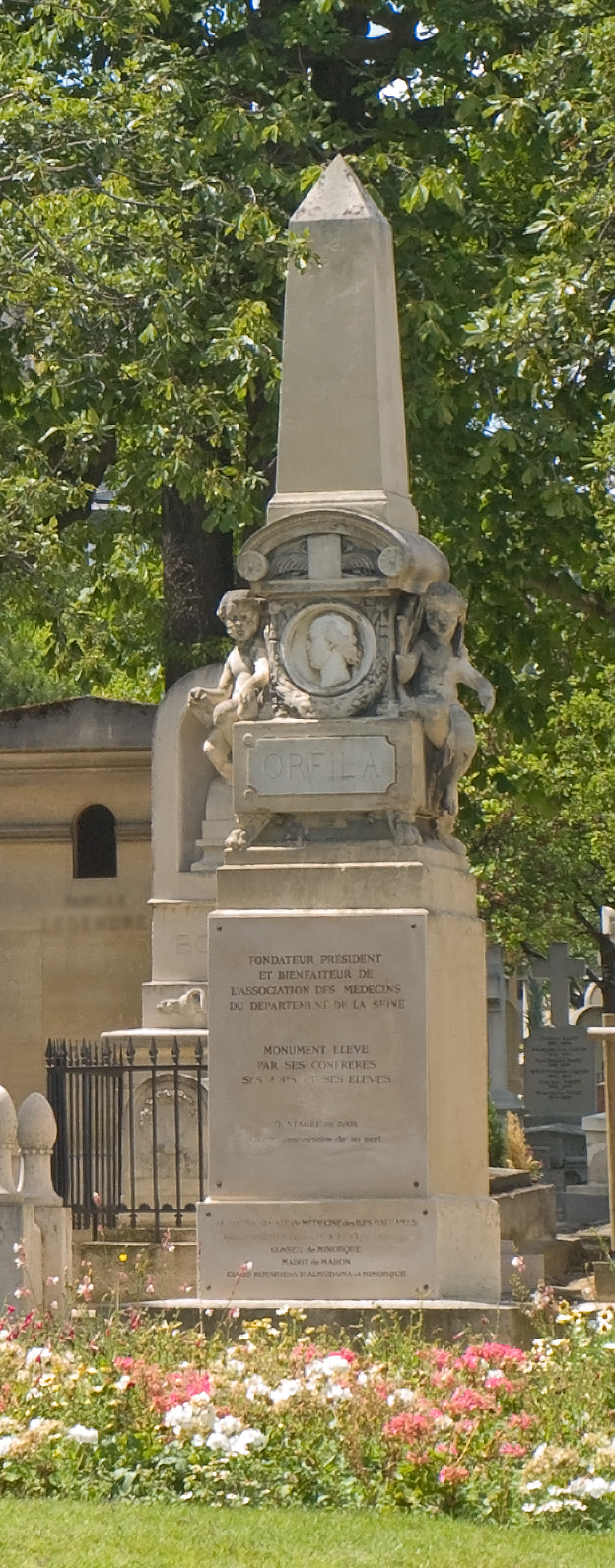
Làpida de Orfila a Paris

L'any 1848 es va produir a França la Revolució que va destronar Lluís Felip I i va instaurar la República. Orfila, molt pròxim al rei destronat, va ser destituït de tots els seus càrrecs, incloent-hi el de Conseller d'Hospitals i el de Degà de la Facultat de Medicina. Davant d'aquesta situació, uns 1 500 alumnes es van declarar en vaga, però no van aconseguir la seva reintegració al càrrec. El seu successor en el càrrec, Bouillaud, va revisar meticulosament la gestió d'Orfila al front de la Facultat, però, trobant que estava perfecta, va haver de dimitir.
L'any 1851 és nomenat president de l'Acadèmia de Medicina.
Finalment, Mateu Orfila va morir de pulmonia, el 12 de març de 1853, en el número 45 de la rue Saint-André-des-Arts, a París. En el seu testament, i ja en vida, va constituir moltes institucions científiques i benèfiques. La seva herència va ser repartida entre l'Associació de Metges del Departament del Sena, algunes escoles de medicina i farmàcia, i es van crear uns premis biennals de l'Acadèmia de París, dotats amb 2 000 francs.
Amb ell va morir un dels científics més importants, i potser, menys reconegut, que han sorgit a Espanya i a les Illes Balears.

### Hospital Mateu Orfila
En honor d'ell a la seva ciutat natal, Maó, fou inaugurat en 2007 l'Hospital Mateu Orfila.

## Obra

### Traité des poisons tirés des regnes minéral, vegetal et animal ou toxicologie générale
Els anys 1814 i 1815 publicà la seva primera gran obra, als 27 anys, que dedicà al seu mestre, Vauquelin, que el va fer entrar a l'Acadèmia de Ciència de París: Traité des poisons tires des regnes minéral, vegetal et animal ou Toxicologie general. Requereix cercar la gènesi d'aquesta obra en una de les seves lliçons, a l'abril de 1813, quan mostrava els seus alumnes les reaccions i precipitats que es produeixen en una dissolució d'àcid arsenós. En compte d'experimentar-lo en una dissolució d'aigua pura, Orfila va posar l'àcid dins d'una tassa de cafè, pensant que faria el mateix paper que l'aigua. Però no va ser així, i no va obtenir els productes esperats. Desconcertat, després de la lliçó va intentar fer el mateix experiment amb altres líquids orgànics, com el caldo, vi, llet, etc., donant tots ells resultats diferents. Això li va fer pensar que els verins, o almenys alguns d'ells no podien ser reconeguts seguint els mètodes usuals quan es troben dissolts en líquid d'origen orgànic, cosa que li va portar a dir; "Llavors, la Toxicologia no existeix".
A partir d'aquí, s'instal·la al camp, a casa d'un dels seus deixebles, Raguet Lépine, i durant l'estiu de 1813 va treballar nit i dia experimentant en animals els distints verins. Per provar l'efecte d'aquests, i per tal de trobar contraverins, va arribar a enverinar més de 4 000 cans.
Entre les novetats que presenta aquest llibre, podem destacar que abans els verins només se'ls cercava en els conductes digestius, i Orfila va investigar la seva presència en altres òrgans, com el cervell i el fetge, on els verins estaven més concentrats. També va utilitzar nous procediments per a descobrir la presència de tòxics, cosa que va permetre revelar mínimes quantitats de verí. L'obra va ser valorada a l'institut de França pels professors Pinel, Percy i Vauquelin, que li van donar el vistiplau. Es pot dir que aquesta, la primera gran obra d'Orfila, va revolucionar el món del crim, i la Medicina Legal va fer un gran pas cap a davant, reforçant la justícia. Aquesta obra també fa que els morts per enverinament baixen.

### Éléments de chimie médicale
L'any 1817 va publicar la seva segona gran obra, Éléments de Chimie Médicale, que serà reeditada i ampliada en diverses ocasions, amb el nom d'Éléments de Chimie appliquée à la Médécine et aux Arts, la primera ja en 1819. En aquesta obra Orfila parlarà especialment de química orgànica, i estava destinada a alumnes de medicina i farmàcia. El mateix Orfila s'encarregaria de la traducció al castellà d'aquesta última obra que veu la llum en 1822. És el primer llibre de química escrit en castellà on s'introdueix la teoria atòmica de John Dalton.

### Traité des exhumations juridiques
L'any 1831, als 44 anys, en col·laboració amb el doctor agregat de la Facultat de París, M.O. Lesueur, Orfila publica la seva última gran obra, Traité des exhumations juridiques. Aquest llibre, publicat després de molts anys d'investigació, va revolucionar aquest camp, i va eliminar moltes de les idees errònies que hi havia. Així, Orfila va estudiar les qüestions relatives a la putrefacció dels cossos, combatent els prejudicis sobre els perills que tenien les exhumacions. Això va fer que els metges perderen la por a fer exhumacions, cosa que va millorar en gran quantitat la resolució judicial de molts casos d'enverinament. Amb aquesta obra es tanca el cicle de les grans obres d'Orfila, però seguirà publicant articles i monografies a revistes i diccionaris.

## El cas Lafarge
Fou durant període en què era degà que va participar en alguns peritatges que el feren molt popular. Entre ells destaquen el procés Mercier, la polèmica sobre l'aparell Marsh, i, especialment el cas Lafarge. Aquests casos li van crear alguns enemics, com François Fabre i François V. Raspail, que l'any 1836 va arribar a publicar unes poesies satíriques sobre Orfila, l'Orfiliade, i la seva figura és escarnida molt sovint en la premsa satírica. A pesar d'això, el seu bon nom va triomfar sobre les calúmnies.
El cas Lafarge succeí així: Després d'una curta malaltia, el senyor Lafarge va morir el dia 14 de gener del 1840. La seva jove esposa, Marie Lafarge (nascuda Marie Capelle), va ser acusada d'assassinat per enverinament i tancada a la presó. Una setmana després, els experts locals van ser requerits per a realitzar una autòpsia i un test químic. Van trobar rastres d'arsènic, amb la seva característica olor d'all, un precipitat sulfurós groc, però no van poder donar respostes concloents al tribunal. Durant el segle xix, l'arsènic va ser el verí més emprat pels criminals, es podia obtenir fàcilment a partir dels verins per a les rates i era difícil de detectar perquè les seves símptomes es confonen amb els de la còlera.
Gairebé al mateix temps, Mateu Orfila estava realitzant una sèrie de conferències a l'Acadèmia de Medicina de París, l'assaig de Marsh. El nou instrument va ser introduït en 1836 i Orfila i altres toxicòlegs el van considerar un mètode revolucionari per a descobrir arsènic en experiments legals. El setembre del 1840, amb l'aplicació de l'assaig de Marsh en la mort del senyor Lafarge, van obtenir un parell de gotes d'arsènic i la senyora Lafarge va ser condemnada a cadena perpètua.
No tots els científics van reconèixer les conclusions d'Orfila. El físic i activista socialista i republicà Fançois V. Raspail va escriure uns pamflets incendiaris contra Orfila demanant l'alliberament de Madame Lafarge. Durant l'any següent, el debat es va produir a l'Acadèmia de Ciències i a l'Acadèmia de Medicina. La premsa francesa va donar una gran cobertura al succés i l'assaig de Marsh va rebre molta publicitat i es va convertir en l'instrument científic de l'època. L'assaig de Marsh estava als salons francesos, en les lectures públiques i algunes obres recreaven el drama de Madame Lafarge, i aquest ha romàs en la memòria col·lectiva francesa fins als nostres dies.